# Monteleone Sabino
Monteleone Sabino település Olaszországban, Lazio régióban, Rieti megyében. Lakosainak száma 1169 fő (2023. január 1.). Monteleone Sabino Frasso Sabino, Poggio San Lorenzo, Torricella in Sabina, Poggio Moiano és Rocca Sinibalda községekkel határos.

## Népesség
A település lakossága az elmúlt években az alábbi módon változott:
| Lakosok száma | 1236 | 1230 | 1169 |
|               | 2017 | 2018 | 2023 |